# Synallactida
Ordre
Les Synallactida sont un ordre d'animaux marins de la classe des holothuries (concombres de mer).

## Description et caractéristiques
Cet ordre a été érigé en 2017 par Miller, Kerr, Paulay, Reich, Wilson, Carvajal & Rouse, et regroupe les Stichopodidae (famille littorale autrefois membre des Aspidochirotida) ainsi que des taxons abyssaux autrefois intégrés aux Synallactidae. Ces holothuries ont peu d'apomorphies communes évidentes, mais sont toutes épibenthiques.

## Liste des familles
L'ordre comprend 130 espèces en trois familles :
- famille Stichopodidae Haeckel, 1896 -- 9 genres (34 espèces)
- famille Synallactidae Ludwig, 1894 -- 12 genres (83 espèces)
- famille Deimatidae Théel, 1882 -- 3 genres (11 espèces)

## Galerie

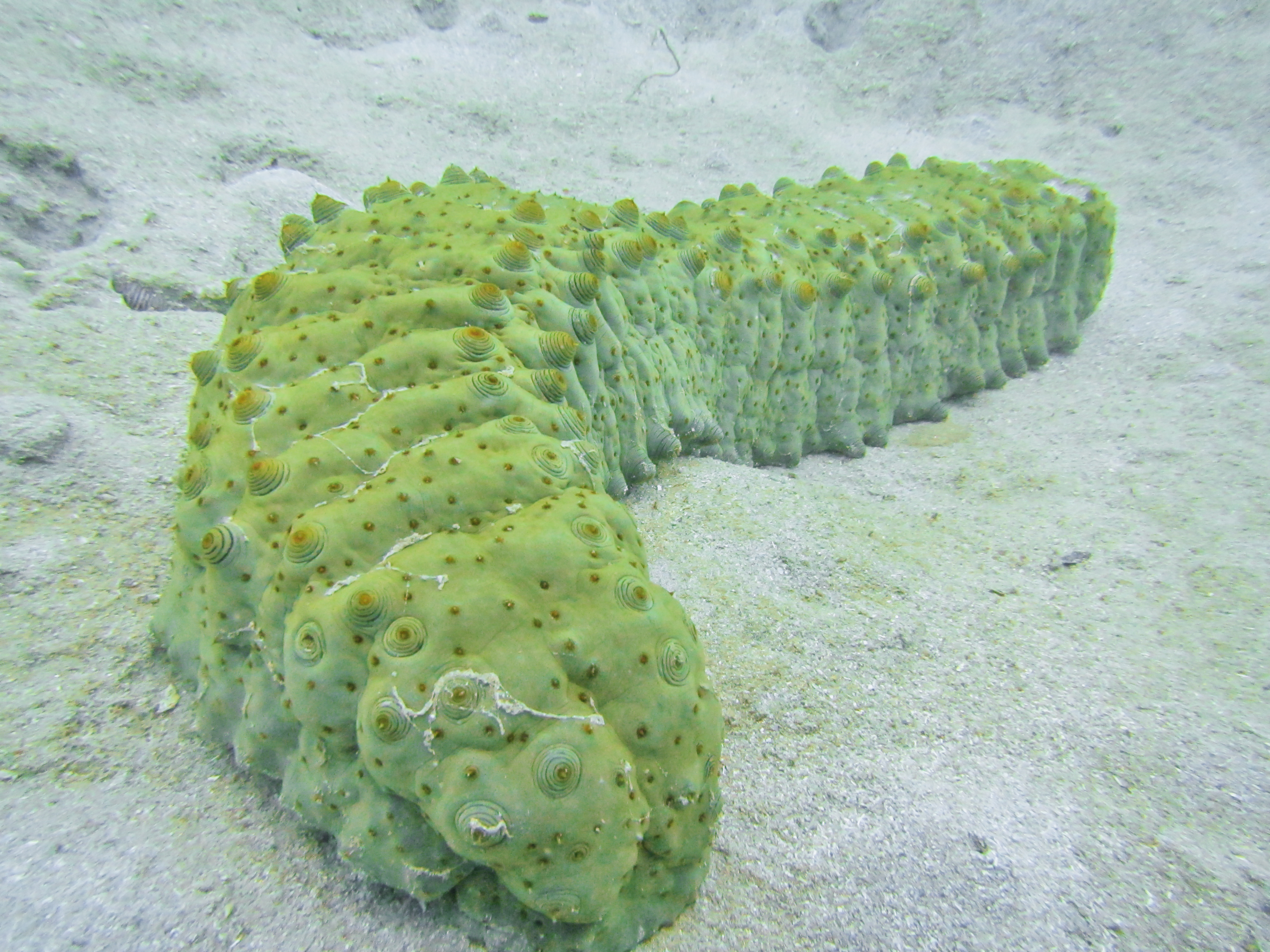
Stichopus herrmanni, une Stichopodidae typique : holothurie massive, de section angulaire, avec de grosses papilles en tubercules.
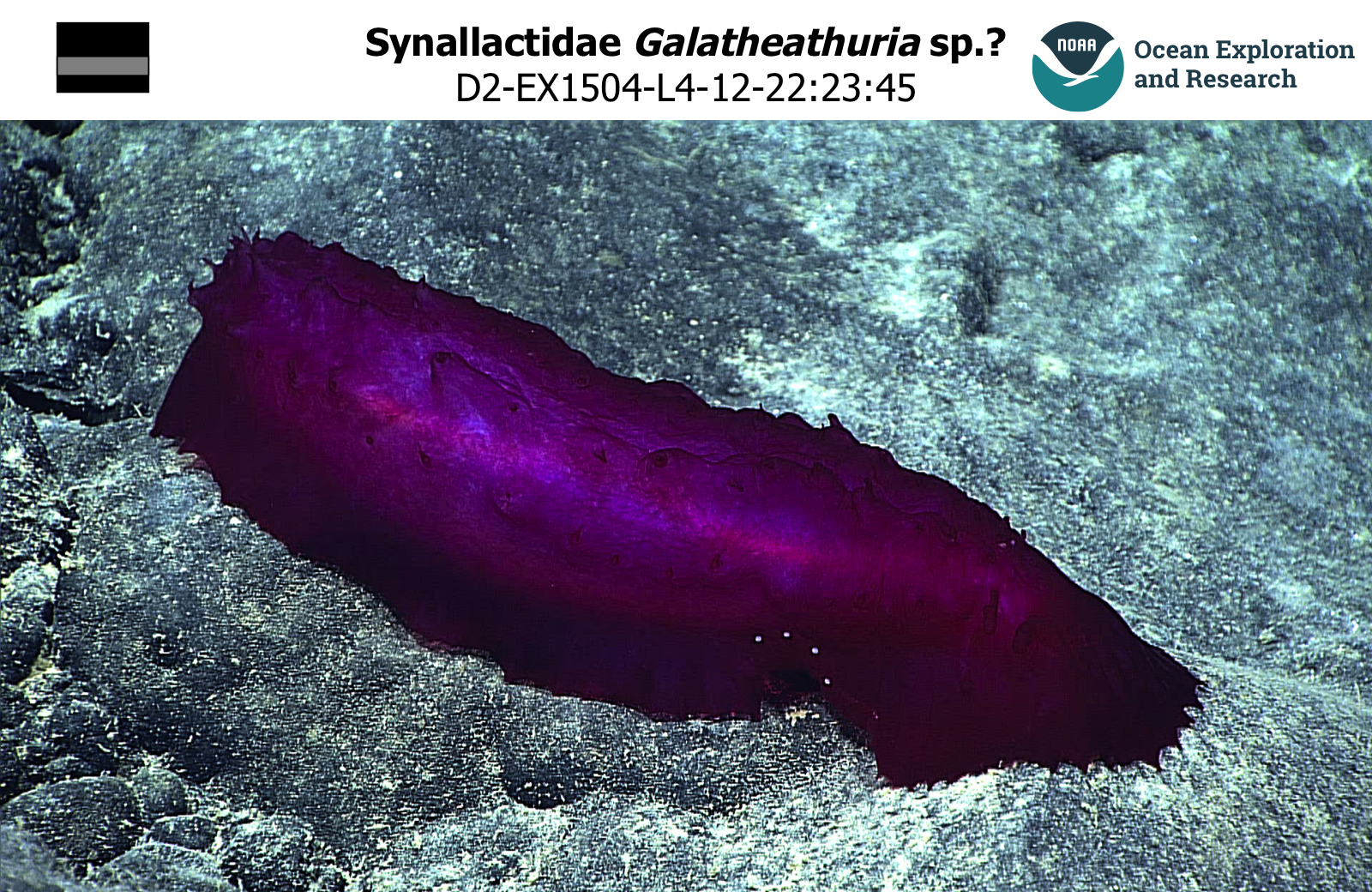
Possible Galatheathuria sp. (Synallactidae)
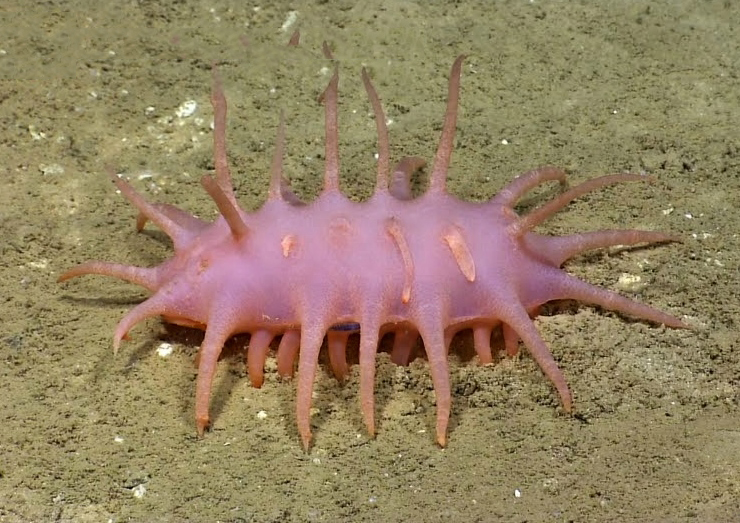
Oneirophanta mutabilis (Deimatidae)

## Publication originale
- (en) Allison Miller, Alexander M. Kerr, Gustav Paulay, Mike Reich, Nerida Gaye Wilson, José Ignacio Carvajal et Greg W. Rouse, « Molecular phylogeny of extant Holothuroidea (Echinodermata) », Molecular Phylogenetics and Evolution, Academic Press et Elsevier, vol. 111,‎ 2 mars 2017, p. 110-131 (ISSN 1055-7903 et 1095-9513, PMID 28263876, DOI 10.1016/J.YMPEV.2017.02.014, lire en ligne).